# Iglesia de San Pedro (Castellnou de Ossó)
La iglesia de San Pedro de Castellnou de Ossó es una iglesia románica situada en la entidad de población de Castellnou de Ossó dentro del municipio de Ossó de Sió, en la comarca catalana del Urgel.
Su historia está ligada al castillo de Castellnou de Ossó que tiene muy cerca.

## Arquitectura
De una sola nave, cubierta con bóveda de cañón,está acabada con un ábside semicircular encarado a levante. En el centro del ábside se abre una ventana de doble derrame con arco de medio punto monolítico. La puerta, situada al oeste, está adornada con dos arquivoltas en gradación soportadas por columnas con capiteles lisos. En el exterior está reforzada con tres contrafuertes a ambos lados. En el interior se encuentra un sarcófago del siglo XII.